# Katharina Schüttler
Katharina Schüttler (ur. 20 października 1979 w Kolonii) – niemiecka aktorka.

## Życiorys
Dorastała w Kolonii. Ukończyła Hochschule für Musik und Theater w Hanowerze. Jej ojcem jest aktor Hanfried Schüttler.

## Filmografia
- 2012: Oh, Boy!
- 2013: Nasze matki, nasi ojcowie
- 2013: Siła przyciągania
- 2013: O rybaku i jego żonie
- 2015: 13 minut

## Nagrody
- 2002: Förderpreis Deutscher Film
- 2006: Günter-Strack-Fernsehpreis
- 2006: Schauspielerin des Jahres
- 2006: Deutscher Theaterpreis Der Faust
- 2009: Bayerischer Filmpreis
- 2010: Ulrich-Wildgruber-Preis
- 2013: Bayerischer Fernsehpreis
- 2013: Deutscher Fernsehpreis
- 2014: Berliner Bär (B.Z.-Kulturpreis)
- 2014 Günter-Rohrbach-Filmpreis